# Prosopis laevigata
Prosopis laevigata är en ärtväxtart som först beskrevs av Carl Ludwig von Willdenow, och fick sitt nu gällande namn av Marshall Conring Johnston. Prosopis laevigata ingår i släktet Prosopis och familjen ärtväxter. IUCN kategoriserar arten globalt som livskraftig.

## Underarter
Arten delas in i följande underarter:
- P. l. andicola
- P. l. laevigata